# LAPOSTA
『LAPOSTA』（ラポスタ）は、LAPONEエンタテインメント所属アーティストによる合同ライブ。

## 概要
LAPONEエンタテインメント所属アーティストが一堂に会し、各グループのパフォーマンス披露をはじめ、それぞれの人気曲のカバーやグループの垣根を超えたユニット曲などが披露される。
代表の崔信化は「（所属アーティストの）メンバーは制作側で決められた演出やクリエイティブの中でパフォーマンスすることがほとんどだった。だから彼らの成長のためにも、会社が決めたことではなく、自分たちで意見を出してやりたいことをやってほしい」と考え、これからさらに上を目指していくにあたり、LAPONE全体が結束していくことが壁を突破する力になるといった方向性を示す機会として企画された。所属グループが一堂に会してステージに立つファミリーコンサートとしての側面だけでなく、「少しでも彼らの成長につながる場を作り、彼ら自身が考えていること、やりたいことを積極的に提案してもらい、受け入れること」を開催する意義としており、『LAPOSTA』がファンもメンバーも心から楽しめるイベントであるとともに、「アーティストの自己実現や挑戦の場になればいいなと思っています。」と答えている。
初開催となった2023年以降、毎年開催されている。

## 歴史

### 2023年
- 4月17日 - 初のLAPONEアーティスト合同ライブ『LAPOSTA 2023』の開催が発表[4]。
- 5月30日・31日 - 有明アリーナにて『LAPOSTA 2023』が開催。
- 6月3日～4日 - ライブストリーミングのアーカイブが配信[5]。
- 6月8日～13日 - 有明アリーナのサブアリーナにて行われた『LAPOSTA 2023 EXHIBITION』が、オンラインビューイングにて機関限定で無料公開[6]。
- 11月15日 - 『LAPOSTA 2023』のDVD/Blu-RayがFC会員限定発売[7]。
- 11月29日 - 2回目の開催となる『LAPOSTA 2024』の開催が発表[8]。

### 2024年
- 1月17日 - LAPOSTAのテーマソングとして書き下ろされた、JO1・INI・DXTEENによる初の合同楽曲「LOVE ALL STAR」が配信[9]。
- 1月20日・21日 - Kアリーナ横浜にて『LAPOSTA 2024』が開催。
- 3月24日 - 21日公演がフジテレビTWOにて独占放送[10]。
- 6月3日 - 21日公演の30分ダイジェスト版がフジテレビ（関東ローカル）で地上波放送[11]。
- 8月21日 - 『LAPOSTA 2024』のDVD/Blu-RayがFC会員限定発売[12]。
- 9月4日 - 3回目の開催となる『LAPOSTA 2025 Supported by docomo』の開催が発表[13]。東京ドームシティ プリズムホールにて記者会見が行われ、崔信化とJO1が登壇[14]。
- 12月26日 - LAPOSTA公式アプリがリリース[15]。

### 2025年
- 1月27日～29日 - IMM THEATER・シアターGロッソ・後楽園ホールにて、JO1・INIのメンバーが個人プロデュースするソロステージ『SHOW PRODUCED by MEMBERS』が開催[16][17]。
- 1月27日～29日 - TOKYO DOME CITY HALLにて、DXTEEN・ME:I・IS:SUEが出演する『FAN MEETING in LAPOSTA 2025』が開催[18]。
- 2月1日 - TOKYO DOME CITY HALLにて、代表取締役 崔信化が登壇する『LAPONE SYMPOSIUM』が開催[19]。
- 1月31日～2月2日 - 東京ドームにて、『LAPOSTA 2025 Supported by docomo』が開催。
- 2月22日～24日 - LeminoとFANY Online Ticketにて、『SHOW PRODUCED by MEMBERS』がペイパービュー配信[20]。
- 3月25日 - フジテレビTWOにて、2月2日公演のライブ本編とバックステージ映像が独占放送[21]。
- 8月13日 - 『LAPOSTA 2025 Supported by docomo』のDVD/Blu-RayがFC会員限定発売[22]。

## 開催履歴
| 公演名                           | 開催日  | 開演  | 場所                 | 出演者                                       | 備考                 |
| -------------------------------- | ------- | ----- | -------------------- | -------------------------------------------- | -------------------- |
| LAPOSTA 2023                     | 5月30日 | 18:30 | 東京 有明アリーナ    | JO1・INI・DXTEEN                             | ライブビューイング   |
| LAPOSTA 2023                     | 5月31日 | 18:30 | 東京 有明アリーナ    | JO1・INI・DXTEEN                             | ライブストリーミング |
| LAPOSTA 2024                     | 1月20日 | 17:30 | 神奈川 Kアリーナ横浜 | JO1・INI・DXTEEN                             | ライブストリーミング |
| LAPOSTA 2024                     | 1月21日 | 15:30 | 神奈川 Kアリーナ横浜 | JO1・INI・DXTEEN                             | 映像化               |
| LAPOSTA 2025 Supported by docomo | 1月31日 | 18:00 | 東京 東京ドーム      | JO1・INI・DXTEEN・ME:I・IS:SUE・ZEROBASEONE  | ライブビューイング   |
| LAPOSTA 2025 Supported by docomo | 2月1日  | 18:00 | 東京 東京ドーム      | JO1・INI・DXTEEN・ME:I・IS:SUE・Kep1er・izna |                      |
| LAPOSTA 2025 Supported by docomo | 2月2日  | 16:00 | 東京 東京ドーム      | JO1・INI・DXTEEN・ME:I・IS:SUE               | 映像化               |